# 苏澳镇 (平潭县)
苏澳镇是中国福建省福州市平潭县下辖的一个镇。2021年4月，撤销苏澳镇、平原镇、大练乡、白青乡，设立苏平镇。

## 行政区划
苏澳镇共辖18个行政村，分别是：
苏澳村、钟门村、龙头村、红旗村、下苏澳村、斗魁村、梧峰村、和平村、友谊村、五一村、斗门村、紫霞村、齐富村、南海村、民主村、看澳村、先进村和西楼村。